# Hadleigh Parkes
Pas d'image ? Cliquez ici

a Compétitions nationales et continentales officielles uniquement.

b Matchs officiels uniquement.
Dernière mise à jour le 18 février 2021.
Hadleigh William Parkes, né le 5 octobre 1987, est un joueur de rugby à XV international gallois d'origine néo-zélandaise, évoluant principalement au poste de centre. Il joue actuellement pour les Panasonic Wild Knights en Top League.

## Carrière en club

### Super Rugby
Parkes a fait ses débuts dans la province de Manawatu en ITM Cup en 2010. En 2011, il a déménagé à Auckland et en 2012 a fait ses débuts avec la franchise des Blues. 
Après une saison avec les Blues, il rejoint les Southern Kings pour la saison 2013 avec un contrat d'un an. Après avoir passé le tout premier match de cette franchise sur le banc, il fait ses débuts pour eux lors du deuxième match de la saison contre les Sharks devenant ensuite titulaire pour les 3 prochains matchs. Cependant, une blessure au bras le maintien par la suite hors des terrains. Il fait son retour pour le dernier match de la saison, débutant à l'aile, et participe également aux deux matches de promotion/relégation du Super Rugby 2013, sans pouvoir aider les Kings à conserver leur statut en Super Rugby.   
Il rentre en Nouvelle-Zélande après les matchs de promotion/relégation du Super Rugby, devenant le  capitaine de la province d'Auckland, lors de l'ITM Cup 2013. 

### Pays de Galles
Après la fin de la saison 2014 d'ITM Cup, Parkes rejoint les Scarlets, l'une des quatre équipes régionales professionnelles galloises. Il y retrouve l'ancien entraîneur d'Auckland, Wayne Pivac. Parkes fait ses débuts en tant que remplaçant lors d'un match de la Coupe d'Europe de Rugby contre l'Ulster. Sa première titularisation a lieu deux semaines plus tard dans le derby l'ouest gallois contre les Ospreys. Parkes marque son premier essai avec les Scarlets contre le Munster dans une rencontre où il est aussi élu homme du match. 

## Carrière internationale
Parkes est sélectionné en équipe nationale galloise pour les matchs de l'automne 2017 et fait ses débuts lors du match final contre l'Afrique du Sud le 2 décembre 2017, étant devenu éligible pour le pays de Galles via les critères de résidence (plus de trois ans passés dans le pays). Il joue à cette occasion comme premier centre et est nommé homme du match grâce à ses deux essais marqués. 
Ses performances lui permettent de disputer le Tournoi des Six Nations 2018. Il marque notamment un essai et remporte le titre d’homme du match contre l’Italie,. Le samedi 16 mars 2019, il marque l'unique essai du pays de Galles contre l'Irlande à Cardiff, grâce à une passe au pied de compatriote néo-zélandais Gareth Anscombe. 